# Castillo de Sümeg

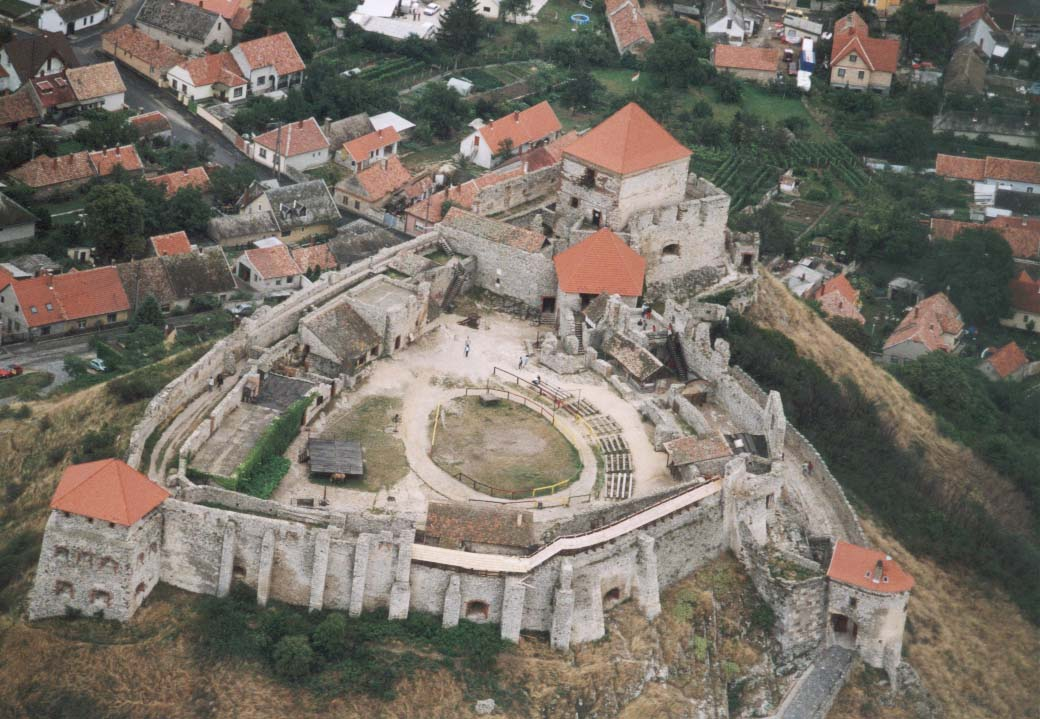
Vista aérea del castillo de Sümeg

El Castillo de Sümeg (en húngaro: Sümegi vár) es una fortificación medieval construida en el siglo XIII en la región de Sümeg, al norte del lago Balaton, en Hungría

## Historia
Luego de la invasión mongola de Batu Kan en 1241, el rey Bela IV de Hungría ordenó la construcción de una línea fronteriza de castillos a lo largo de todo el reino, siendo la fortaleza de Sümeg una de ellas. El obispo de Veszprém comenzó entonces por orden real la construcción de un castillo de piedra, que posteriormente pasó a manos de la familia oligarca húngara de los Kőszegi a principios del siglo XIV. Su dominio acabó en 1318 después de que el rey Carlos I Roberto de Hungría venciese a los oligarcas y redistribuyese sus enormes y numerosos territorios.
En el verano de 1440, los nobles que apoyaban a la reina consorte Isabel de Luxemburgo asediaron el castillo que se hallaba en manos de Vladislao I. El campamento militar de Vladislao fue hábilmente defendido en la fortaleza por sus hombres y se convirtió posteriormente en el castillo más resistente de la región. En 1552, cuando los turcos otomanos irrumpieron en el país, el obispo de Veszprém huyó y se refugió en el castillo de Sümeg, al cual se le construyó un bastión de paredes anchas de piedra en 1553.
En la primavera de 1605, el Príncipe de Transilvania Esteban Bocskai guerreó por la independencia contra la Casa de Habsburgo, quienes eran los reyes de Hungría en ese momento, y su ejército ocupó el castillo. En este evento fue asesinado el obispo de Veszprém Nicolás Újlaki, el cual fue decapitado. Durante la guerra de independencia de Francisco Rákóczi II, el castillo de Sümeg se volvió un punto importante de acopio para los rebeldes anti-Habsburgo a partir de 1705.
En 1709 los húngaros rebeldes se rindieron sin siquiera haber tenido que disparar sus cañones los germánicos, y cuatro días después, el ejército del emperador José I de Habsburgo incendió el complejo del castillo durante un ejercicio militar.
Durante el siglo XX se comenzaron los trabajos de reconstrucción después de haber estado mucho tiempo abandonado. En la actualidad es la fortaleza de piedra mejor preservada de la región, y en ella se realizan anualmente juegos medievales.

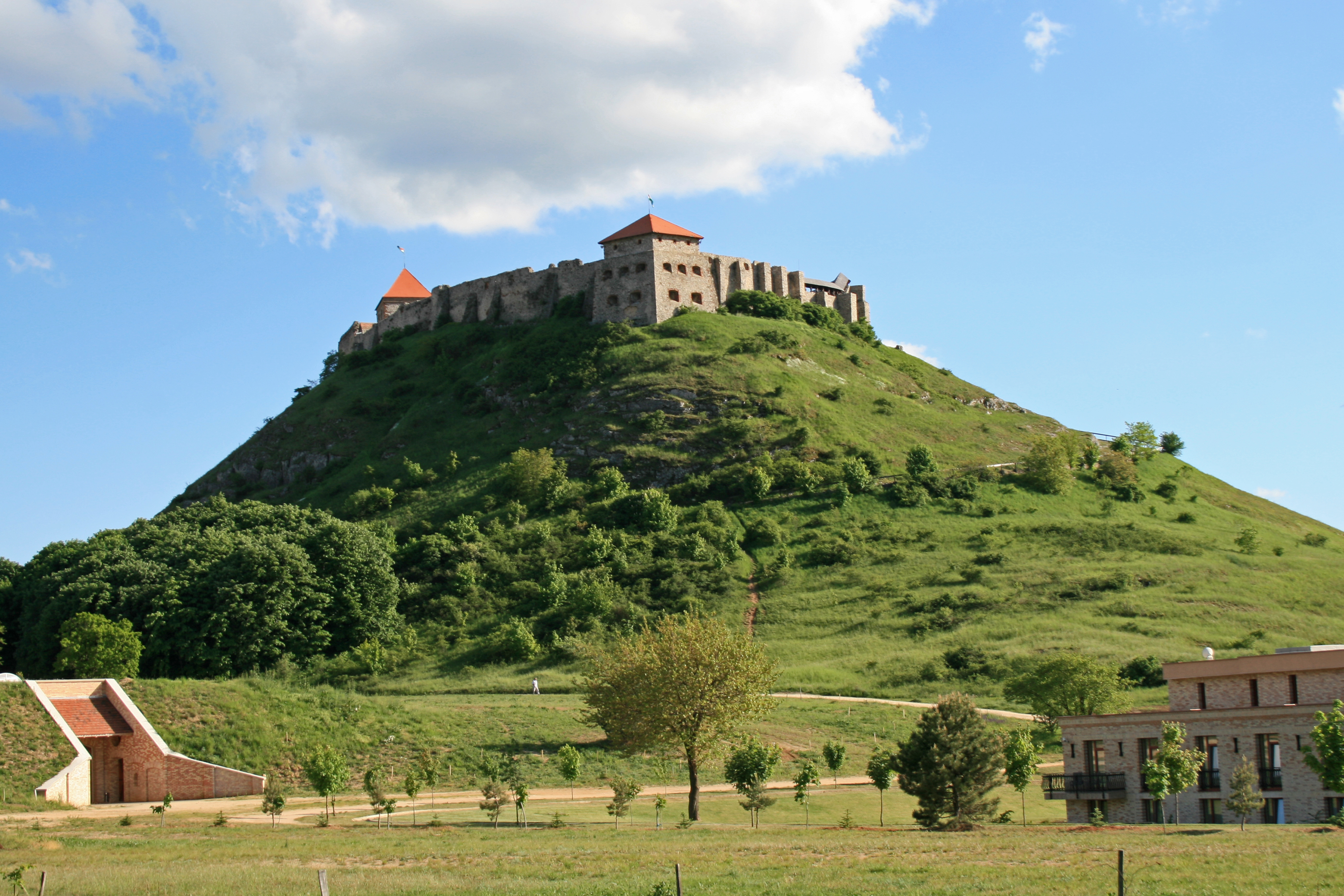
El castillo de Sümeg desde una autovía cercana
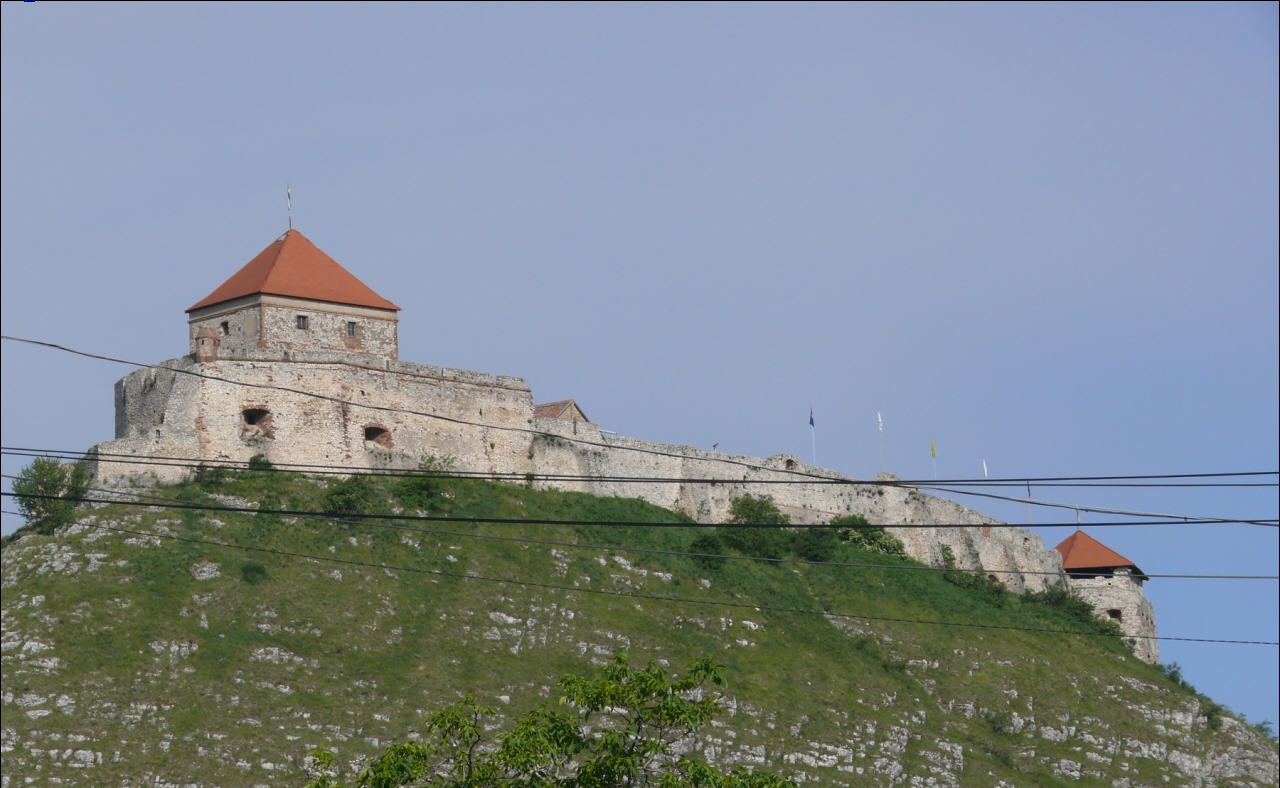
Vista lateral del castillo de Sümeg
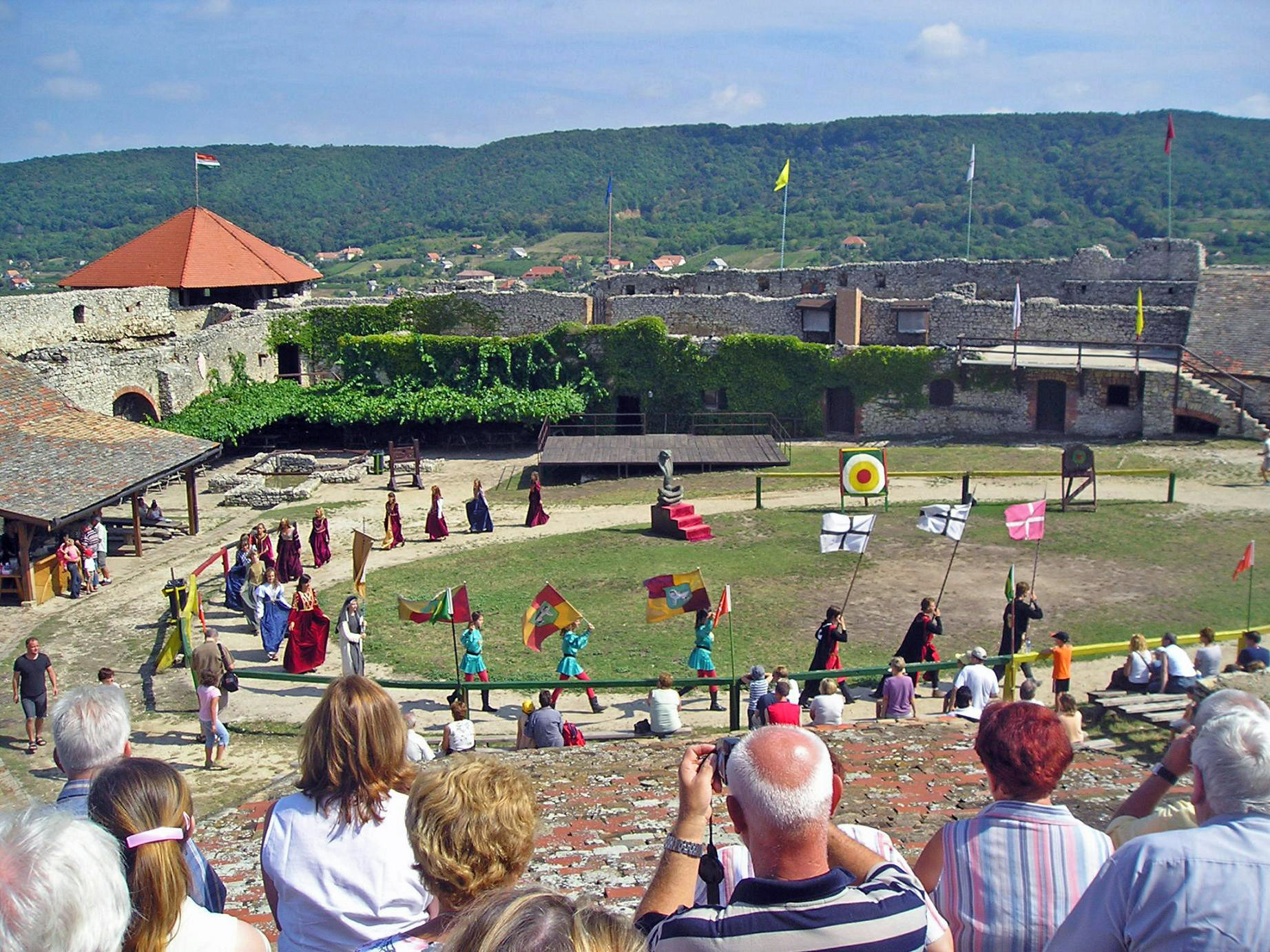
Juegos medievales en el castillo
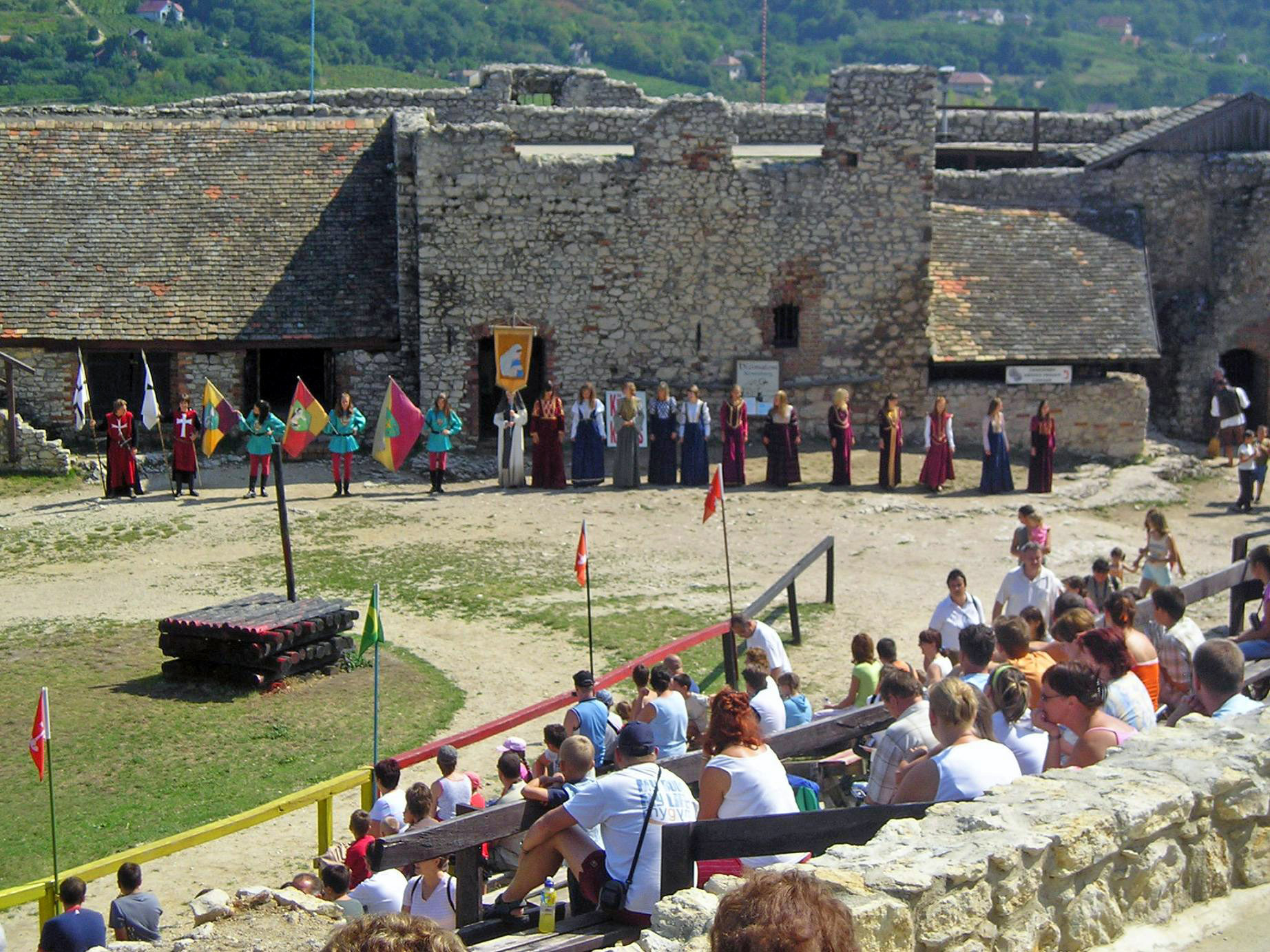
Presentación medieval
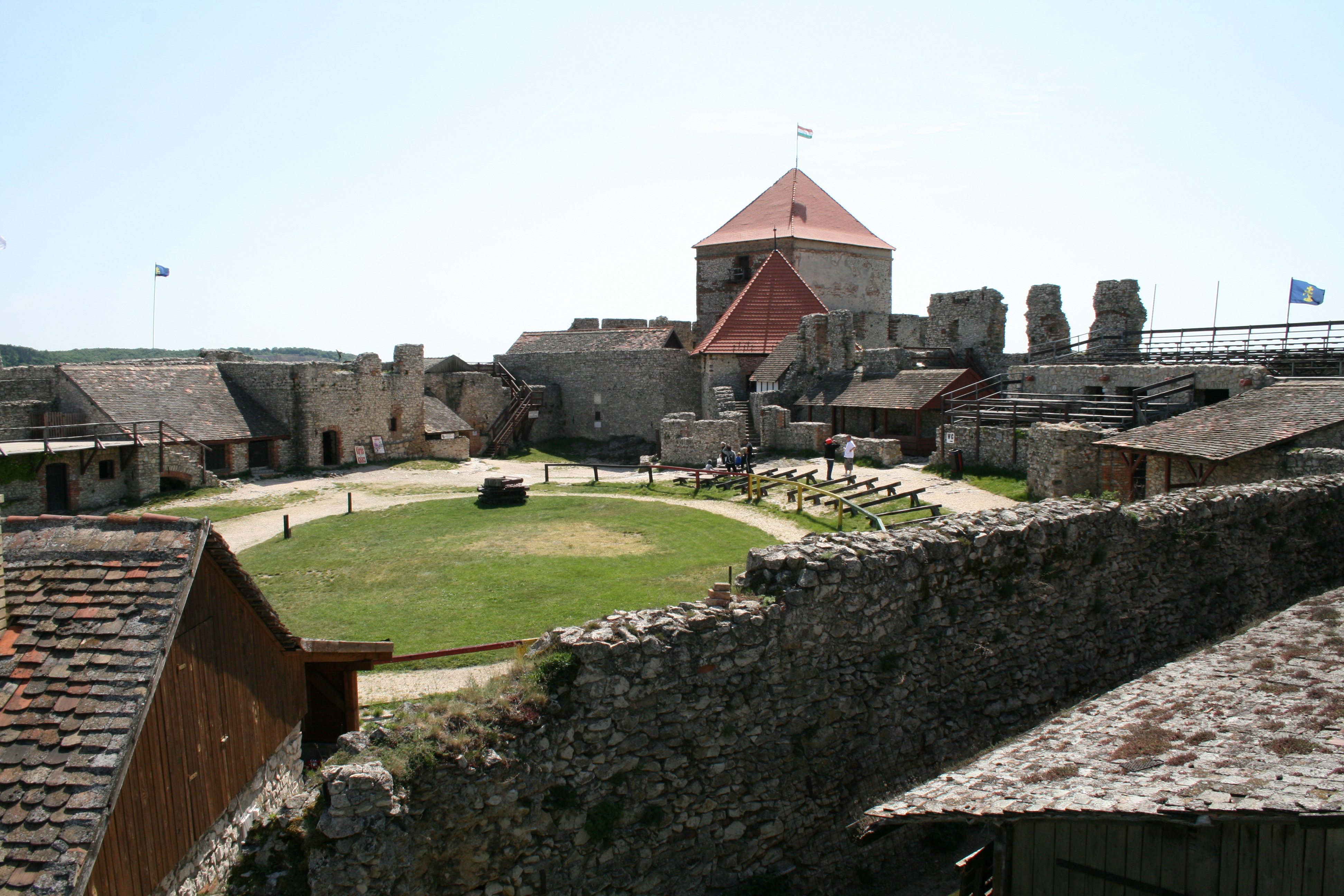
Patio interior del castillo